# Sinopodisma pieli
Sinopodisma pieli är en insektsart som först beskrevs av Chang, K.S.F. 1940.  Sinopodisma pieli ingår i släktet Sinopodisma och familjen gräshoppor. Inga underarter finns listade i Catalogue of Life.